# Nagyhatár
Nagyhatár (korábban Nagy-Lehotka, szlovákul: Veľká Lehôtka) Privigye városrésze, egykor önálló község Szlovákiában, a Trencséni kerület Privigyei járásában.

## Fekvése
Privigye központjától 2 km-re délkeletre, a 876 m magas Kis-Grics északnyugati lábánál, az E572-es főút közelében fekszik.

## Története
Kezdetken a privigyei uradalom része volt, majd 1770-től a bajmóci váruradalom része. Földesura a Pálffy, majd a Keglevich család volt. Lakói mezőgazdasággal, állattartással, napszámos munkákkal foglalkoztak.
A 18. század végén Vályi András így ír róla: „LEHOTKA. Kis, és Nagy Lehota. Két tó falu Nyitra Várm. földes Ura G. Pálfy Uraság, lakosaik katolikusok, fekszenek Nyitrához mintegy mértföldnyire, határbéli földgyeik jók, vagyonnyaik külömbfélék.”
Fényes Elek 1851-ben kiadott geográfiai szótárában így ír a faluról: „Lehota (Nagy), tót falu, Nyitra vmegyében, 680 kath. lak. Van szép erdeje. F. u. gr. Keglevics.”
Borovszky Samu monográfiasorozatának Nyitra vármegyét tárgyaló része szerint: „Nagy-Lehotka, Kis-Lehotka mellett, Privigyétől keletre. Tót község, 339 r. kath. vallásu lakossal. Posta-, táviró- és vasúti állomása Privigye. E község 1383-ban »Mihály-Lehotája« (Myhallehotaya) néven Privigye város tartozéka volt. Későbbi földesurai az Erdődyek voltak.”
1910-ben 486 szlovák lakosa volt. A trianoni diktátumig Nyitra vármegye Privigyei járásához tartozott.
A községet 1960-ban csatolták Privigyéhez.

## Külső hivatkozások
- Nagyhatár Szlovákia térképén

## Lásd még
- Privigye
- Kishatár
- Nyitranecpál
- Váracska